# Valduno
Valduno (en asturiano y oficialmente: Valdunu) es una parroquia del concejo asturiano de Las Regueras. Su templo parroquial está dedicado a Santa Eulalia. Alberga una población de 286 (2011) habitantes y ocupa una extensión de 14,84 km².

## Patrimonio
La parroquia alberga un yacimiento romano, en el que destacan sus termas de la época altoimperial, que fueron halladas en 2006 por el arqueólogo Rogelio Estrada.

## Entidades de población
Localidades que forman parte de la parroquia (nombres oficiales y en asturiano entre paréntesis):
- Areces
- Bolgues
- Cueto (Cuetu)
- La Fuente (La Fonte)
- Paladín
- Premoño (Premoñu)
- Puerma
- Valduno (Valdunu)

## Hijos célebres
- José Manuel González Fernández-Vallés[4] Arqueólogo y etnólogo